# Adalgisa Pantaleón
Adalgisa Pantaleón (* in San Francisco de Macorís) ist eine dominikanische Sängerin und Schauspielerin.
Pantaleón wuchs in einer musikalischen Familie auf und sang als Kind und Jugendliche im Schul- und Kirchenchor und bei Feiern in ihrem Stadtteil. 1971 nahm sie am ersten Festival Nacional de la Voz teil, das von Rafael Solano veranstaltet wurde und gewann dort den dritten Preis. Sie trat in der Folgezeit mit Musikern wie Raphael, Danny Rivera, Néstor Torres und Felo Bhor auf und erhielt internationale und nationale Auszeichnungen wie El Cassandra, La Cotorra, El Gordo de la Semana und Lo Nuestro.
Als Schauspielerin debütierte sie in dem Programa De Noche. Sie trat dann als Komikerin in Con Cuquín und El Show de Roberto Salcedo auf. 1980 debütierte sie am Theater unter Leitung von Jaime Lucero in Te juro Juana que tengo ganas und spielte dann in den Stücken Shampoo, rinse y anchoitas, La Cuarterona, Caperucita Roja, Enriquillo, Cosas de papá y mamá und La sirvienta es peligrosa.
Seit 1989 trat sie als Sängerin der Gruppe 4-40 von Juan Luis Guerra in Lateinamerika, den USA und Europa auf und erhielt mit dieser 1991 den Latin Grammy. 1995 veröffentlichte sie den Gedichtband Mi Silencio Roto, der von Schriftstellern wie Juan Bosch, José Rafael Lantigua und Chiqui Vicioso gelobt wurde. Als Schauspielerin des Films Nueba Yol 3 unter der Regie von Ángel Muñiz und an der Seite von Luisito Martí erhielt sie 1997 einen Preis der Asociación de Cronistas del Espectáculo. Mit Juan Luis Guerra, Chichi Peralta, José Antonio Rodríguez und Jorge Taveras nahm sie ein Album mit karibischer Musik unter dem Titel Al Son del Sol auf.